# Hounslow (ville)
Pour les articles homonymes, voir Hounslow.
Hounslow est la principale ville du borough londonien d'Hounslow dans la banlieue ouest de Londres.
Hounslow était autrefois une ville importante de commerce sur la route principale entre Londres et le sud-ouest d'Angleterre.
L'aérodrome d'Hounslow a été le premier des aéroports de Londres, servant de point de départ aux premières lignes aériennes desservant la capitale anglaise à la fin de la Première Guerre mondiale. Le premier vol de l'Angleterre à l'Australie eut lieu de l'aérodrome de Hounslow le 12 novembre 1919, avec un Vickers Vimy. L'avion a atterri en Australie le 10 décembre et ses deux pilotes, Keith et son frère Ross Macpherson Smith, ont été faits chevaliers.
Hounslow est desservie par trois stations de métro, toutes desservies par la Piccadilly line, et appelées d'après leurs situations géographiques ; Hounslow East, Hounslow Central, et Hounslow West. Elle est aussi desservie par une gare ferroviaire.

## Relations internationales
Hounslow est jumelée avec  Issy-les-Moulineaux (France) depuis 1982.

## Personnalités
- Andy Myers,
- Katherine Parkinson,
- Julia Romp,
- M.I.A.